# Elachiptereicus australiensis
Elachiptereicus australiensis är en tvåvingeart som beskrevs av Ismay 1996. Elachiptereicus australiensis ingår i släktet Elachiptereicus och familjen fritflugor. Inga underarter finns listade i Catalogue of Life.